# へんし〜ん!
『へんし〜ん!』は、May-Be SOFTから発売されているアダルトゲームソフトのシリーズ。現在、3作品が発売されている。

## へんし〜ん!
2004年3月19日発売。2006年1月27日にはアニメーションを大幅に追加した低価格版『へんし〜ん! Theアニメ』が発売された。

### ストーリー
主人公・坂上洋人（名前変更可）は下校途中、空腹で行き倒れになっていたネコのような動物を自宅に連れ帰り魚肉ソーセージを食べさせた。その動物・ねねこ（主人公が命名）は「助けていただいたお礼がしたい」と、洋人にどんなモノにでも変身できる能力を与える。
洋人は早速、欲望の赴くがままに変身能力を使って色々なモノに変身するのだが……。

### 登場キャラクター
坂上 洋人（さかがみ ひろと）
声：なし
主人公（名前は変更可能）。秀華学園の生徒で、怠惰な日々を過ごしていたが行き倒れになっていたねねこを保護して変身能力を手に入れたことで生活が一変する。
南 瑚乃葉（みなみ このは）
声：春瀬みき
7月21日生まれのA型。身長：162cm B 86 / W 54 / H 88
洋人の幼馴染みで、父が経営するメイド喫茶「サザンクロス」の看板娘。柊那が洋人に告白した事で・・・・。
中谷 柊那（なかたに ひな）
声：安玖深音
9月23日生まれのA型。身長：158cm B 90 / W 51 / H 86
瑚乃葉の親友。半年前の交通事故が原因で車椅子に乗っている。洋人に告白をする。
楠 綾枝（くすのき あやえ）
声：蓮香
3月7日生まれのAB型。身長：165cm B 95 / W 57 / H 96
洋人が住むアパートの隣家で、単身赴任の夫が帰る日を待ち侘びている若奥様。
吉原 美桜里（よしはら みおり）
声：AOI
10月24日生まれのO型。身長：169cm B 98 / W 59 / H 99
柊那が通院している病院のナース。柊那の見舞いに来た洋人に色仕掛けで迫る。
神野 つかさ（じんの - ）
声：寧々
8月1日生まれのB型。身長：154cm B 81 / W 49 / H 83
オカルト研究会を主宰する洋人の同級生だが、何かにつけて喧嘩を売ってくる。
ねねこ
声：安玖深音
空腹で行き倒れになっていた所を洋人に救われ、変身能力を授けた謎の動物。雌。
南 作太郎（みなみ さくたろう）
声：なし
瑚乃葉の父で「サザンクロス」のオーナー。コワモテだが、洋人のことは気に入っている。

### スタッフ
- 企画：TOMO・いたぐ
- 原画：あかざ
- シナリオ：大友久徳
- 音楽：父山或人・畑亜貴

## へんし〜ん! 2
2005年3月8日発売。タイトルは「へんしーん・つー」ではなく「へんしーん・に」と読む。メディアはDVD-ROMのみ。
前作と共通の世界観を有しており、前作のキャラクターも中盤以降に登場する。

### ストーリー
主人公・坂下晃一（名前変更可）は、 恋水神社の境内で段ボールに入って鳴いているネコのような動物を発見する。何故か人間の言葉を喋るその動物は「ご主人様を見つけないと人間界にいられない」のだと言い、晃一を無理矢理「ご主人様」に指名し、どんなモノにでも変身できる能力を与える。
最初のうちは物珍しさから変身能力を使っていた晃一だが、次第に欲望を抑え切れなくなり……。

### 登場キャラクター
坂下 晃一（さかした こういち）
声：なし
主人公（名前は変更可能）。桐俊学園のごく平凡な男子生徒。神社の境内でににこ（主人公が命名）の「ご主人様」に指名され、変身能力を与えられたことで生活が一変する。
野城 珠々香（のしろ すずか）
声：安玖深音
9月21日生まれのO型。身長：162cm B 91 / W 53 / H 88
晃一の同級生で、学園のアイドル的存在。リコーダーが苦手。
恋水 月（こいみず つき）
声：春瀬みき
10月11日生まれのA型。身長：158cm B 85 / W 49 / H 82
恋水神社の巫女。ある出来事を契機に晃一への想いを募らせる。
羽澤 雫芽（はざわ しずめ）
声：歌織
7月24日生まれのO型。身長：165cm B 95 / W 54 / H 89
晃一のクラス担任。子供が出来ないことを理由に夫との関係が冷え切っているのが悩み。
綾瀬 水沙希（あやせ みさき）
声：風音
4月6日生まれのB型。身長：169cm B 99 / W 55 / H 92
晃一の義理の姉。雑貨屋「破天荒」の店員。
ににこ
声：春瀬みき
神社の境内で晃一を無理矢理「ご主人様」に指名し、変身能力を授けた謎の動物。雌。
佐倉 真瑠（さくら まる）
声：桜川未央
後輩の新体操部員。百合志向が強く、珠々香を「お姉様」と慕い晃一を敵視する。
恋水 弦吾朗（こいみず げんごろう）
声：なし
恋水神社の宮司で月の養父。毎夜、宝物殿で怪しげなことをしているらしい。

### スタッフ
- 企画：TOMO・いたぐ
- 原画：あかざ
- シナリオ：帚星・大友久徳
- 音楽：父山或人・畑亜貴

## へんし〜ん!!! 〜パンツになってクンクンペロペロ〜
2011年5月20日発売のシリーズ第3作。

### スタッフ
- ディレクター：TOMO・ユズミツ
- 原画：あかざ
- シナリオ：七央結日・はやさかうたね

## 関連書籍

### ノベライズ
へんし〜ん!（パラダイムノベルズ）
岡田留奈・著 2004年6月30日初版 ISBN 4-89490-725-9
へんし〜ん! 2（パラダイムノベルズ）
岡田留奈・著 2005年6月30日初版 ISBN 4-89490-763-1

### アンソロジー
へんし〜ん! 2 アンソロジー（宙出版・P-mateコミックス）
2005年4月25日初版 ISBN 4-7767-9162-5